# 400 mètres masculin aux championnats du monde d'athlétisme 2007
Navigation
Helsinki 2005 Berlin 2009
L'épreuve du 400 mètres masculin des championnats du monde d'athlétisme 2007 s'est déroulée du 28 au 31 août 2007 dans le stade Nagai d'Osaka au Japon. Elle est remportée par l'Américain Jeremy Wariner.
60 athlètes étaient inscrites. Ils ont couru les séries éliminatoires le 28 août, les demi-finales le 29 et la finale le 31.

## Records
| Record du monde            | 43 s 18 | Michael Johnson         | États-Unis                       | 26 août 1999      | Séville   |
| Record des championnats    | 43 s 18 | Michael Johnson         | États-Unis                       | 26 août 1999      | Séville   |
| Meilleure performance 2007 | 43 s 50 | Jeremy Wariner          | États-Unis                       | 7 août 2007       | Stockholm |
| Record d'Afrique           | 44 s 10 | Gary Kikaya             | République démocratique du Congo | 9 septembre 2006  | Stuttgart |
| Record d'Asie              | 44 s 56 | Mohamed Amer Al-Malky   | Oman                             | 12 août 1988      | Budapest  |
| Record d'Amérique du Nord  | 43 s 18 | Michael Johnson         | États-Unis                       | 26 août 1999      | Séville   |
| Record d'Amérique du Sud   | 44 s 29 | Sanderlei Claro Parrela | Brésil                           | 26 août 1999      | Séville   |
| Record d'Europe            | 44 s 33 | Thomas Schönlebe        | Allemagne de l'Est               | 3 septembre 1987  | Rome      |
| Record d'Océanie           | 44 s 38 | Darren Clark            | Australie                        | 26 septembre 1988 | Séoul     |

## Médaillées
| Or             | Argent          | Bronze        |
| Jeremy Wariner | LaShawn Merritt | Angelo Taylor |

## Résultats

### Finale (29 août)
| Rang               | Pays       | Athlète           | Temps        |
| ------------------ | ---------- | ----------------- | ------------ |
| Médaille d'or      | États-Unis | Jeremy Wariner    | 43 s 45 (PB) |
| Médaille d'argent  | États-Unis | LaShawn Merritt   | 43 s 96 (PB) |
| Médaille de bronze | États-Unis | Angelo Taylor     | 44 s 32      |
| 4                  | Bahamas    | Chris Brown       | 44 s 45 (NR) |
| 5                  | France     | Leslie Djhone     | 44 s 59      |
| 6                  | Canada     | Tyler Christopher | 44 s 71      |
| 7                  | Suède      | Johan Wissman     | 44 s 72      |
| 8                  | Bahamas    | Avard Moncur      | 45 s 40      |

### Demi-finales (27 août)
Il y eut trois demi-finales. Les deux premiers de chaque course et les deux meilleurs temps se sont qualifiés pour la finale.
| Rang | Pays                   | Athlète           | Temps          |
| ---- | ---------------------- | ----------------- | -------------- |
| 1    | États-Unis             | Angelo Taylor     | 44 s 45 Q      |
| 2    | Suède                  | Johan Wissman     | 44 s 56 Q (NR) |
| 3    | Bahamas                | Avard Moncur      | 44 s 86 q (SB) |
| 4    | Costa Rica             | Nery Brenes       | 45 s 14        |
| 5    | Australie              | Sean Wroe         | 45 s 25 (PB)   |
| 6    | Grenade                | Alleyne Francique | 45 s 41        |
| 7    | République dominicaine | Arismendy Peguero | 45 s 54        |
| 8    | Jamaïque               | Michael Blackwood | 45 s 60        |

| Rang | Pays                             | Athlète           | Temps        |
| ---- | -------------------------------- | ----------------- | ------------ |
| 1    | États-Unis                       | Jeremy Wariner    | 44 s 34 Q    |
| 2    | Bahamas                          | Chris Brown       | 44 s 52 Q    |
| 3    | Trinité-et-Tobago                | Ato Modibo        | 45 s 12 (SB) |
| 4    | République démocratique du Congo | Gary Kikaya       | 45 s 14      |
| 5    | Jamaïque                         | Ricardo Chambers  | 45 s 18      |
| 6    | Irlande                          | David Gillick     | 45 s 37 (SB) |
| 7    | Botswana                         | California Molefe | 45 s 47      |
| 8    | Cuba                             | William Collazo   | 45 s 54      |

| Rang | Pays        | Athlète                 | Temps          |
| ---- | ----------- | ----------------------- | -------------- |
| 1    | États-Unis  | LaShawn Merritt         | 44 s 31 Q      |
| 2    | France      | Leslie Djhone           | 44 s 46 Q (NR) |
| 3    | Canada      | Tyler Christopher       | 44 s 47 q      |
| 4    | Australie   | John Steffensen         | 44 s 95        |
| 5    | Bahamas     | Andrae Williams         | 45 s 40        |
| 6    | Royaume-Uni | Timothy Benjamin        | 46 s 17        |
| 7    | Zimbabwe    | Young Talkmore Nyongani | 46 s 23        |
| 8    | Jamaïque    | Sanjay Ayre             | DNF            |

### Séries (26 août)
Il y eut sept séries. Les trois premiers de chaque course ainsi que les trois meilleurs temps se sont qualifiés pour les demi-finales.
| Rang | Pays                   | Athlète            | Temps          |
| ---- | ---------------------- | ------------------ | -------------- |
| 1    | Bahamas                | Chris Brown        | 44 s 50 Q (SB) |
| 2    | Australie              | John Steffensen    | 44 s 82 Q (SB) |
| 3    | République dominicaine | Arismendy Peguero  | 44 s 92 Q (PB) |
| 4    | Allemagne              | Bastian Swillims   | 45 s 44 (PB)   |
| 5    | Trinité-et-Tobago      | Renny Quow         | 45 s 70        |
| 6    | Pologne                | Marcin Marciniszyn | 45 s 83        |
| 7    | Grèce                  | Dimítrios Régas    | 46 s 22 (SB)   |
| 8    | Salvador               | Takeshi Fujiwara   | 46 s 92 (NR)   |

| Rang | Pays        | Athlète                 | Temps          |
| ---- | ----------- | ----------------------- | -------------- |
| 1    | États-Unis  | Jeremy Wariner          | 45 s 10 Q      |
| 2    | Bahamas     | Avard Moncur            | 45 s 27 Q      |
| 3    | Irlande     | David Gillick           | 45 s 35 Q (SB) |
| 4    | Royaume-Uni | Martyn Rooney           | 45 s 47 (SB)   |
| 5    | Zimbabwe    | Lewis Banda             | 45 s 47 (SB)   |
| 6    | France      | Brice Panel             | 46 s 02        |
| 7    | Porto Rico  | Félix Martínez          | 46 s 86        |
| 8    | Somalie     | Abdulla Mohamed Hussein | 50 s 54 (PB)   |
| 9    | Nicaragua   | Hermán López            | 50 s 72        |

| Rang | Pays        | Athlète            | Temps          |
| ---- | ----------- | ------------------ | -------------- |
| 1    | Grenade     | Alleyne Francique  | 44 s 95 Q (SB) |
| 2    | France      | Leslie Djhone      | 45 s 17 Q      |
| 3    | Jamaïque    | Ricardo Chambers   | 45 s 34 Q      |
| 4    | Royaume-Uni | Andrew Steele      | 45 s 54        |
| 5    | Pologne     | Rafal Wieruszewski | 45 s 94 (SB)   |
| 6    | Somalie     | Carlos Santa       | 45 s 99 (SB)   |
| 7    | Autriche    | Clemens Zeller     | 46 s 06        |
| 8    | Japon       | Yuzo Kanemaru      | DNF            |

| Rang | Pays              | Athlète                 | Temps          |
| ---- | ----------------- | ----------------------- | -------------- |
| 1    | États-Unis        | LaShawn Merritt         | 44 s 78 Q      |
| 2    | Suède             | Johan Wissman           | 44 s 94 Q (NR) |
| 3    | Bahamas           | Andrae Williams         | 45 s 31 Q      |
| 4    | Zimbabwe          | Young Talkmore Nyongani | 45 s 40 q (SB) |
| 5    | Maurice           | Éric Milazar            | 45 s 55        |
| 6    | Uruguay           | Andrés Silva            | 46 s 79        |
| 7    | Macédoine du Nord | Dalibor Spasovski       | 48 s 63 (PB)   |
| 8    | Irak              | Karar A.M. Al Abbody    | 48 s 95 (PB)   |
| 9    | Botswana          | Gakologelwang Masheto   | DNS            |

| Rang | Pays                             | Athlète              | Temps     |
| ---- | -------------------------------- | -------------------- | --------- |
| 1    | République démocratique du Congo | Gary Kikaya          | 45 s 21 Q |
| 2    | Jamaïque                         | Sanjay Ayre          | 45 s 38 Q |
| 3    | Royaume-Uni                      | Timothy Benjamin     | 45 s 44 Q |
| 4    | Dominique                        | Chris Lloyd          | 45 s 46   |
| 5    | Russie                           | Vladislav Frolov     | 45 s 69   |
| 6    | Roumanie                         | Ioan Lucian Vieru    | 46 s 78   |
| 7    | Bénin                            | Mathieu Gnaligo      | 47 s 51   |
| 8    | Angola                           | Nicolau Palanca      | 48 s 60   |
| 9    | Angola                           | Hamdan Odha Al-Bishi | DNS       |

| Rang | Pays        | Athlète               | Temps          |
| ---- | ----------- | --------------------- | -------------- |
| 1    | Costa Rica  | Nery Brenes           | 45 s 01 Q (NR) |
| 2    | États-Unis  | Angelo Taylor         | 45 s 13 Q      |
| 3    | Cuba        | William Collazo       | 45 s 29 Q (PB) |
| 4    | Botswana    | California Molefe     | 45 s 36 q (SB) |
| 5    | Jamaïque    | Michael Blackwood     | 45 s 44 q      |
| 6    | Japon       | Yuki Yamaguchi        | 46 s 28        |
| 7    | Gibraltar   | Jonathon Lavers       | 49 s 97 (NR)   |
| 8    | Saint-Marin | Ivano Bucci           | 48 s 07 (PB)   |
| 9    | Soudan      | Nagmeldin Ali Abubakr | DNF            |

| Rang | Pays              | Athlète            | Temps          |
| ---- | ----------------- | ------------------ | -------------- |
| 1    | Canada            | Tyler Christopher  | 45 s 15 Q      |
| 2    | Trinité-et-Tobago | Ato Modibo         | 45 s 22 Q (SB) |
| 3    | Australie         | Sean Wroe          | 45 s 39 Q      |
| 4    | Pologne           | Daniel Dabrowski   | 45 s 50        |
| 5    | Italie            | Andrea Barberi     | 45 s 74 (SB)   |
| 6    | Grèce             | Dimítrios Grávalos | 46 s 94        |
| 7    | Vanuatu           | Moses Kamut        | 48 s 90        |
| 8    | États-Unis        | Lionel Larry       | DNF            |